# Chapelle Saint-Roch (Courtenay)
Pour les articles homonymes, voir Chapelle Saint-Roch.
La chapelle Saint Roch de Courtenay, est une chapelle datant du XVIe siècle, située à Courtenay, dans le département de l'Isère.

## Historique
Cet édifice religieux doit son nom à Roch de Montpellier, saint patron des pèlerins) (1293-1327), fils d'illustre famille des seigneurs de Montpellier. De style gothique, cette chapelle est édifiée en 1528 par la famille de La Balme dite aussi de La Baume de la Balme. Ce bâtiment a bénéficié d'une restauration en 2013.

## Situation et accès
Entourée par les collines calcaires du flanc oriental du plateau de l'Isle Crémieu, cette chapelle est située à proximité du bourg de Courtenay, positionné dans le nord du département de l'Isère, entre Bourgoin-Jallieu et Ambérieu-en-Bugey. La gare la plus proche est la gare de Bourgoin-Jallieu.